# Cunning Dorx
Die Cunning Dorx sind eine Alternative Rock-Band aus Österreich.

## Geschichte
Die Band wurde im April 1994 von den Schulfreunden Christof Ulreich, Beno Unger und Patrick Peklar im burgenländischen Unterschützen gegründet. Leadgitarrist Alfons Bauernfeind kam nur wenige Wochen später hinzu.
In den ersten Jahren schlugen sich die Cunning Dorx mit Auftritten in Lokalen der Umgebung durch. Das erste Album, Flauschangriff, erschien im Jahre 2001. Charakteristisch für die Cunning Dorx dieser Zeit waren komplizierte musikalische Strukturen, zufällig wirkende Liedtexte und scheinbar sinnlose Liedtitel. Bass spielte zu diesem Zeitpunkt Albert Bock. Beno Unger hatte die Band damals bereits verlassen, arbeitete aber in weiterer Folge bei Auftritten und Aufnahmen immer wieder mit den Cunning Dorx zusammen. 
Nach dem Austritt von Bock traten im Herbst 2003 Bassist Bernd Schmudermaier und Keyboarder Markus Hoffmann den Cunning Dorx bei. Der Einsatz von Synthesizer und Klavier erschloss der Band eine neue klangliche Dimension. Schmudermaiers bewusst lapidar gehaltener Bass-Drive passte gut in die neue musikalische Linie der Band, mit einfacheren Strukturen, klareren Linien und ernstzunehmenden, meist englischen, Texten. Das zweite Album, This Kind of Beauty, wurde vom jungen Wiener Label oddtime records herausgegeben und im Oktober 2005 vorgestellt. Die Single The Blue Rider läuft seit dieser Zeit, My Sweetest Symphony seit September 2006 regelmäßig auf österreichischen Alternativ Music-Sendern wie FM4. Das Video dazu wurde vom befreundeten Regisseur Ulrich Dallinger gedreht.

## Stil
Der Stil der Cunning Dorx hat sich seit ihrem mehr als zehnjährigen Bestehen mehrmals geändert, geblieben ist die Vermischung sehr unterschiedlicher Musikstile, die hauptsächlich am sehr reichhaltigen musikalischen Background der Bandmitglieder liegt. So lassen sich heute Einflüsse von Alternative Rock, Hardcore Punk, Celtic Folk und Klassik entdecken.

## Diskografie
- 1995: That's for Pedestrians (EP, Kixx Records)
- 2001: Flauschangriff (Album, Kamikatze)
- 2005: This Kind of Beauty (Album, Oddtime Records)